# Patatas fritas alemanas
Las patatas fritas alemanas son un plato elaborado con rodajas finas de patatas, crudas o cocidas, fritas en manteca de cerdo, mantequilla o aceites vegetales. El beicon y las rodajas de cebolla son ingredientes que se añaden habitualmente. Las patatas se condimentan con sal y pimienta, mientras que especias como el comino, la mejorana, el romero y el ajo son opcionales. En la década de 1870, ya se recogían platos con este nombre en los libros de cocina estadounidense y británica. En alemán se llaman Bratkartoffeln, patatas fritas.

## En Estados Unidos
Durante la Primera Guerra Mundial, Alemania fue el país enemigo de Estados Unidos. Consecuentemente, nombres de lugares alemanes (como Berlín, Ohio) y el adjetivo alemán se eliminaron del lenguaje estadounidense. En 1918, las French fries, «patatas fritas», pasaron a llamarse fries en Estados Unidos y Canadá. Durante este periodo, se solía hacer referencia al plato como «patatas fritas americanas», debido a la oposición entre Estados Unidos y Alemania.

## Preparación
La preparación consiste en freír o saltear las patatas. A continuación, se añaden otros ingredientes previamente cocinados como el beicon, la cebolla y el pimiento verde. Algunas versiones utilizan patatas cortadas en rodajas finas. Se puede agregar pimentón dulce para darle sabor. Utilizar patatas crudas o cocinadas (pueden ser recién hechas o de otro día) sigue siendo motivo de debate, ya que depende del gusto personal y de las influencias regionales. Las patatas fritas alemanas se pueden servir con schnitzel (un escalope típico de la cocina austríaca) o como acompañamiento de salchichas, como las bauernwurst.  Algunos restaurantes las sirven como guarnición.